# 東セピック州

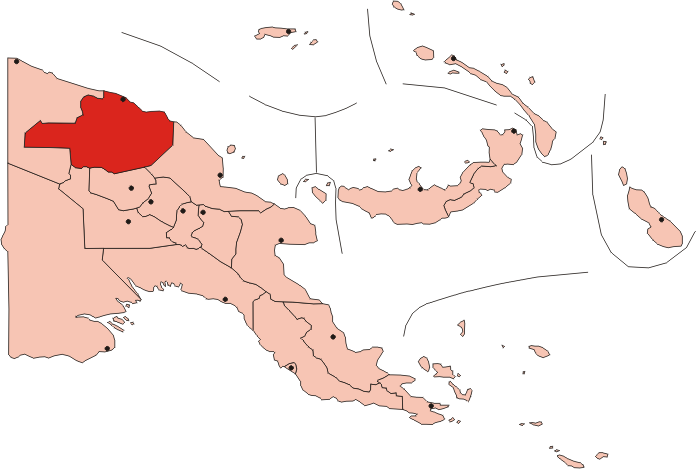
東セピック州

東セピック州 (ひがしセピックしゅう、East Sepik Province) は、パプアニューギニアのニューギニア島北海岸に位置する州である。州都はウェワクで海岸沿いの街である。 州の面積は42,800 km²、人口は45万530人（2011年国勢調査）。

## 地形
点在する多くの小島と、海沿いに続く切り立った山地が、この地方の景観の特徴である。水流を単位とすると世界で最も長い川の一つであり、洪水で有名なセピック川は、水位が年に5m以上も上下する。州の南部地域には、中央山脈を形成するフンシュタイン山地などの山地があり、そこからセピック川が流れている。